# Acqua & Sapone
Acqua & Sapone (Kod UCI: ASA) – włoska zawodowa grupa kolarska istniejąca w latach 2004–2012.
Od początku istnienia grupa była zarejestrowana w dywizji UCI Professional Continental Teams.

## Nazwa grupy w poszczególnych latach
| lata      | nazwa                               |
| --------- | ----------------------------------- |
| 2004      | Acqua & Sapone-Caffè Mokambo        |
| 2005      | Acqua & Sapone-Adria Mobil          |
| 2006      | Acqua & Sapone                      |
| 2007–2009 | Acqua & Sapone-Caffè Mokambo        |
| 2010      | Acqua & Sapone-D’Angelo & Antenucci |
| 2011–2012 | Acqua & Sapone                      |

## Ostatni skład (2012)
| Imię i Nazwisko     | Data urodzenia | Narodowość |
| ------------------- | -------------- | ---------- |
| Carlos Betancur     | 13.10.1989     | Kolumbia   |
| Paolo Civatta       | 6.11.1984      | Włochy     |
| Massimo Codol       | 27.02.1973     | Włochy     |
| Claudio Corioni     | 26.12.1982     | Włochy     |
| Danilo di Luca      | 2.01.1976      | Włochy     |
| Francesco Di Paolo  | 18.04.1982     | Włochy     |
| Alessandro Donati   | 8.05.1979      | Włochy     |
| Stefano Garzelli    | 16.07.1973     | Włochy     |
| Francesco Ginanni   | 6.10.1985      | Włochy     |
| Ruggero Marzoli     | 2.04.1976      | Włochy     |
| Andrea Masciarelli  | 2.09.1982      | Włochy     |
| Simone Masciarelli  | 2.01.1980      | Włochy     |
| Vladimir Miholjević | 18.01.1976     | Chorwacja  |
| Danilo Napolitano   | 31.01.1981     | Włochy     |
| Alessandro Proni    | 28.12.1982     | Włochy     |
| Francesco Reda      | 18.11.1982     | Włochy     |
| Fabio Taborre       | 5.06.1985      | Włochy     |